# Хоронзон
Хоронзо́н, Коронзо́м (англ. Coronzom) – демон, який вперше з'являється в працях окультистів Едварда Келлі та Джона Ді в 16 столітті в їхній системі енохіанської магії. У 20 столітті він став важливим елементом містичної системи Телеми, заснованої Алістером Кроулі, де Хоронзон є останньою великою перешкодою між адептом і просвітленням. Телеміти вірять, що завдання Хоронзона — знищити его, дозволивши адепту пройти за Безодню.
Судячи з характеристик Хоронзона, він копія біблійного Аваддона, якого ототожнюють із самим дияволом.

## Хоронзон в окультизмі
Хоронзон, також відомий як Демон Руйнування або Великий Дезінтегратор, був описаний Алістером Кроулі як тимчасове уособлення шалених і суперечливих сил, що населяють Безодню.
Кроулі стверджує, що він і Віктор Бенджамін Нойбург здійснив евокацію Хоронзона в пустелі Сахара поблизу міста Бу-Саада в Алжирі в грудні 1909 року. Кроулі мав стояти в Соломоновому трикутнику, а Нойбург брав участь в евокації в магічному колі. Під час магічної операції Хоронзон постійно змінював свою форму і намагався обдурити Нойбурга. Пізніше, кинувши пісок на магічне коло, Хоронзону, нібито, вдалося розірвати коло і напасти на Нойбурга, але він переміг його магічним кинджалом. Після подолання Хоронзон поговорив з Нойбургом, і сеанс був скасований. У трикутнику, який, згідно з окультною традицією, служить для прояву розкритої сутності, Кроулі описав дезінтегруючу та внутрішню нищівну дію сутності, це єдиний зареєстрований випадок, коли окультист зайняв це місце під час евокації.
Деякі іконоборчі окультисти, зокрема маги Хаосу, розглядають Хоронзона як позитивну фігуру.